# Trúc Lâm (phường)
Trúc Lâm là một phường thuộc tỉnh Thanh Hóa, Việt Nam.
Được thành lập ngày 16 tháng 6 năm 2025 trên cơ sở các xã, phường Trúc Lâm, Phú Sơn, Phú Lâm, Tùng Lâm của thị xã Nghi Sơn, phường Trúc Lâm chính thức hoạt động từ ngày 1 tháng 7 năm 2025.

## Địa lý
Phường Trúc Lâm nằm ở phía đông nam tỉnh Thanh Hóa, có vị trí địa lý:
- Phía bắc và đông bắc giáp phường Đào Duy Từ
- Phía tây bắc giáp phường Hải Lĩnh và xã Các Sơn
- Phía tây giáp xã Thanh Kỳ
- Phía nam giáp xã Trường Lâm
- Phía đông nam giáp phường Hải Bình với ranh giới là sông Lạch Bạng.

Phường Trúc Lâm có diện tích tự nhiên 81,05 km², quy mô dân số năm 2024 là 23.950 người, mật độ dân số đạt 295 người/km².

## Lịch sử
Địa giới hành chính phường Trúc Lâm trước đây vốn là các xã, phường Trúc Lâm, Phú Sơn, Phú Lâm, Tùng Lâm, nằm ở phía tây và phía nam của thị xã Nghi Sơn.
Ngày 16 tháng 6 năm 2025, thị xã Nghi Sơn bị giải thể do bỏ cấp huyện; phường Trúc Lâm được thành lập theo Nghị quyết số 1686/NQ-UBTVQH15 của Ủy ban Thường vụ Quốc hội trên cơ sở sáp nhập toàn bộ diện tích tự nhiên và quy mô dân số của phường Trúc Lâm cùng 3 xã Phú Sơn, Phú Lâm, Tùng Lâm từng thuộc thị xã Nghi Sơn.
Phường này chính thức hoạt động từ ngày 1 tháng 7 năm 2025, là đơn vị hành chính trực thuộc tỉnh Thanh Hóa.

## Hành chính
Phường Trúc Lâm có 23 tổ dân phố. Dưới đây là danh sách các tổ dân phố theo địa giới từng xã, phường cũ:
| Mã    | Tên xã/phường | Hành chính   | Hành chính                                                                |
| Mã    | Tên xã/phường | Số lượng     | Danh sách                                                                 |
| ----- | ------------- | ------------ | ------------------------------------------------------------------------- |
| 16603 | Phú Sơn       | 6 tổ dân phố | Bắc Sơn, Bình Sơn, Đông Sơn, Nam Sơn, Tây Sơn, Trung Sơn                  |
| 16624 | Phú Lâm       | 7 tổ dân phố | Đại Đồng, Hợp Nhất, Phú Thịnh, Thanh Tân, Thịnh Hùng, Trường Sơn, Văn Sơn |
| 16630 | Trúc Lâm      | 5 tổ dân phố | Đại Thủy, Giảng Tín, Hữu Lộc, Lan Trà, Sơn Trà                            |
| 16639 | Tùng Lâm      | 5 tổ dân phố | Khoa Trường, Lương Bình, Thế Vinh, Trường Sơn 2, Tùng Lâm                 |

## Phường Trúc Lâm trước 16/6/2025

### Địa lý
Phường Trúc Lâm nằm gần trung tâm thị xã Nghi Sơn, có vị trí địa lý:
- Phía đông giáp phường Hải Bình và phường Tĩnh Hải
- Phía tây giáp xã Phú Lâm
- Phía nam giáp phường Mai Lâm và xã Tùng Lâm
- Phía bắc giáp phường Nguyên Bình và phường Xuân Lâm.

Phường Trúc Lâm có diện tích 15,52 km², dân số năm 2019 là 11.125 người, mật độ dân số đạt 717 người/km².

### Lịch sử
Trước đây, Trúc Lâm là một xã thuộc huyện Tĩnh Gia.
Ngày 22 tháng 4 năm 2020, Ủy ban Thường vụ Quốc hội ban hành Nghị quyết số 933/NQ-UBTVQH14 về việc thành lập thị xã Nghi Sơn và các phường thuộc thị xã Nghi Sơn (nghị quyết có hiệu lực từ ngày 1 tháng 6 năm 2020). Theo đó, chuyển huyện Tĩnh Gia thành thị xã Nghi Sơn và thành lập phường Trúc Lâm trên cơ sở toàn bộ 15,52 km² diện tích tự nhiên và 11.125 người của xã Trúc Lâm.